# 防犯環境設計
防犯環境設計（ぼうはんかんきょうせっけい、英: Crime Prevention Through Environmental Design）とは、犯罪者が犯行をあきらめるような物理的デザインである。略して、「セプテッド」（CPTED）と呼ばれている。犯罪学的には、犯罪機会論のハード面を担っている理論である。

## 歴史
防犯環境設計のプロトタイプ（基本型）は、城壁都市のデザインにある。したがって、そのツールは、今から1万年前に壁で街を囲った、世界最古の町エリコにまで遡る。
かつて民族紛争が絶えず、地図が次々に塗り替えられていた諸外国では、異民族による奇襲侵略、つまり、強盗殺人を防ぐためには、人々が1カ所に集まり、街全体を壁で囲むことが有効とされた。これが、城壁都市のコンセプトであり、それが、その後の建築や都市計画に受け継がれている。
学術的に提示された最初は、アメリカの著述家・運動家ジェイン・ジェイコブズが1961年に書いた『アメリカ大都市の死と生』である。それは、当時の都市開発の常識であった住宅の高層化に異議を唱えたものであり、高層住宅という機械仕掛けの都市は犯罪を誘発すると警鐘を鳴らした。その予見通り、住宅の高層化の象徴であったセントルイスのプルーイット・アイゴー団地（テロで崩壊したニューヨークの世界貿易センタービルと同じミノル・ヤマサキによる設計）もまた、犯罪の巣と化していった（1972年に爆破解体）。
その惨状を目撃していたのが、セントルイスのワシントン大学の講師であった建築家オスカー・ニューマンである。彼はニューヨーク大学に移った後、1972年に『防御可能な空間―防犯都市設計』を著し、居住空間を防御可能にするためには、①縄張り意識、②自然監視性、③愛着、④商業施設や公共施設との近接性、という4点に配慮した物理的デザインが必要であると主張した。
ニューマンによると、「縄張り意識」は、境界を画定したり、敷地を分割したりすることで高まる。また「自然監視性」を高めるには、窓の配置や向きが特に重要であり、建物の外観を画一的でなく美しく仕上げれば「愛着」がわく。要するにニューマンの主張は、空間のレイアウト次第で空間をコントロールする自信と意欲が居住者の間に生まれるというものである。こうして、ジェイコブズが都市景観の中に見出した防犯の要素は、ニューマンによって防犯建築の手法へと具体化された。
この「防御可能な空間」（英: Defensible Space）の理論からスピンオフしたのが、「防犯環境設計」の理論である。ただし、防犯環境設計という言葉を作り出したのは、ニューマンが前述書を著す1年前、つまり1971年にこの言葉をそのまま書名に使ったフロリダ州立大学のレイ・ジェフリーである。しかし、ジェフリーは、犯罪は個人と環境との相互作用の産物であり、それ媒介するのは脳であって環境が行動に直接影響するわけではないとしたため、具体的な解決策を求めていた人々からは相手にされなかった。その結果、防犯環境設計の研究は、その命名者の理論から離れ、ニューマンの理論を基盤にして発展した。
1990年代まで、防犯環境設計は物理的環境に焦点を合わせてきたが（第1世代）、21世紀の幕開けとともに心理的環境も取り込むようになった（第2世代）。ただし、これまで理論の世界だけでなく、実践の世界でも多くの人（特に建築や都市計画の関係者）がかかわってきたため、防犯環境設計の概念は極めて多様であり、確立した定義はない。それでも、防犯環境設計発展の最大の功労者と言われるルイビル大学のティモシー・クロウが提示しているように、「領域性」と「監視性」が、どの防犯環境設計の理論でも二本柱になっている。

## 兄弟理論
アメリカで防犯環境設計が産声を上げたころ、イギリスでは、似て非なる犯罪機会論が芽を吹いた。「状況的犯罪予防」（英: Situational Crime Prevention）である。その舞台となったのは、イギリス内務省である。
少年院から逃走した少年の性格について、その特徴を明らかにしようとする調査研究が行われたが、逃走を予測できるような精神的特徴は、発見されなかった。ところが、この研究は思わぬ副産物をもたらした。逃走率が少年院ごとに異なるのは、施設の物理的環境や管理体制に違いがあるからということが分かったのである。この研究結果は、1971年に内務省の報告書『少年院からの逃走』にまとめられた。
犯罪者の性格よりも、犯行の場所に注目した方が、犯罪発生の条件を洗い出しやすいことに気づいた研究官たちは、そのアプローチで様々な犯罪問題に取り組むようになる。その中心にいたのが、後にラトガース大学の教授となるロナルド・クラークである。クラークらの研究は、1976年に内務省の報告書『機会としての犯罪』として実を結んだ。これが「状況的犯罪予防」の発端と言われている。
状況的犯罪予防の理論的な基礎は、アメリカのノーベル賞経済学者ゲーリー・ベッカーらの「合理的選択理論」（英: Rational Choice Theory）である。そこでは、「いかなる意思決定においても、人は自らの満足度が最大になるように行動を決定する」と考える。したがって犯罪についても、犯行による利益と損失を計算し、その結果に基づいて合理的に選んだ選択肢が犯罪、ということになる。
これは、犯罪を個人の自由な選択の所産と見なした古典学派のリバイバルとも言える。こうした視点からクラークらは、犯行のコストやリスクを高めたり、犯行のメリットを少なくしたりする方策の体系化に取り組んだ。その成果が、1980年に出版された内務省の報告書『デザインによる防犯』である。
この報告書の中で、8つの状況的犯罪予防の手法が紹介された。もっとも、その後の研究の進展に伴って状況的犯罪予防は精密さを増し、2003年には25の手法にまで増えた。
こうした状況的犯罪予防は、広義の防犯環境設計には含まれるが、狭義の防犯環境設計には含まれない。なぜなら、防犯環境設計は、基本的には、マクロの理論であり、状況的犯罪予防は、ミクロの理論だからである。

## 誤解
こうした理解が不足していると、間違った形で導入されることにもなりかねない。実際に、日本では、間違った定義が散見される。具体的に言えば、日本では、防犯環境設計の4手法として、「対象物の強化」「接近の制御」「自然監視性の確保」「領域性の確保」を挙げることが多いが、海外ではそうした例はない。
例えば、「対象物の強化」は、アメリカ生まれのマクロ的な防犯環境設計のコンセプトではなく、イギリス生まれのミクロ的な状況的犯罪予防の手法である。また、「対象物の強化」はハード面に限定されているが、ソフト面が弱ければ対象物をハード的に強化しても防犯効果は期待できない。自転車にカギを取り付けても、カギをかけ忘れれば、盗まれやすいままである。つまり、ハード面に特化した「対象物の強化」では解決できない。
「自然監視性の確保」もハード面のみを取り扱っているため、住民が見て見ぬ振りをすること、つまり、地域への無関心といったソフト面の問題を、日本式の定義では解決できない。言い換えれば、いわゆる割れ窓理論が、日本式定義には盛り込まれていないのである。
こうした不整合が生じたのは、学術的な定義よりも政策的な配慮を優先したからである。なぜなら、警察庁と建設省（当時）が防犯環境設計の採用を検討し始めた当時、ピッキング対策の強化を求める強い声を受け、それに応える形で「対象物の強化」を押し込んだと、当時の検討会のメンバーが、当時を振り返ってそう証言しているからであり、その証言は警察庁の新たな安全・安心まちづくり研究会の議事録で確認できる。
2008年4月7日付の読売新聞によると、2007年の「ピッキング」による窃盗被害は、2000年のピーク時の４０分の１になったという。したがって、防犯環境設計についての日本独自の定義を維持する必要性は低い。通常、海外で防犯環境設計の4手法と呼ばれているのは、「領域性（ソフト面）」「監視性（ハード面）」「アクセスコントロール（領域性のハード面）」「メンテナンス（監視性のソフト面）」であることも、グローバル・スタンダードに準拠する上で参考になろう。
ミクロ的な「対象物の強化」も盛り込みたいのなら、ミクロ的な「抵抗性」（ハード面の恒常性＋ソフト面の管理意識）、マクロ的な「領域性」（ハード面の区画性＋ソフト面の縄張り意識）、マクロ的な「監視性」（ハード面の視認性＋ソフト面の当事者意識）という「犯罪抑止の3要素」も、概念整理の仕方としてある。

## 低迷と希望
防犯環境設計のうち、「領域性」を高める手法として、重要であるにもかかわらず、日本での取り組みが遅れているのがゾーニング（すみ分け）だ。ゾーニングが低調なのは、日本には城壁都市づくりの経験がないからである。その結果、海外のゾーニングと比較すると、日本の公園と公衆トイレのデザインやレイアウトが、際立って異様に見える。つまり、日本の公園と公衆トイレは、諸外国のそれと比べて、より多くの犯罪機会を生んでいると言わざるを得ない。
一方、海外では、ゾーニングが徹底している。例えば、2011年にアメリカの首都ワシントンD.C.に造られたリドロイト公園には、フェンスで仕切られたスペースが、幼児用遊び場、児童用遊び場、小型犬用運動場、大型犬用運動場、コミュニティ農園の合計5つある。徹底したゾーニングで、領域性を高めれば、住民の多様なニーズに応えながらも、誘拐は阻止できる。
チリの首都サンティアゴの南に位置するプエンテアルトでは、市長が防犯環境設計を本格的に採用した。モンテ・アンディーノという名の住宅団地には、1つしかない橋を渡らなければアクセスできず、敷地全体もフェンスで囲まれている。つまり、領域性が高い。フェンスの外に家はないので、囲っても街を分断するゲーテッドコミュニティにはならず、フェンスの内外で安全格差は生じない。斜面の土地は棚田状に整備され、コンクリート擁壁なしでフェンスだけが小刻みに設置されている。そのため、家も道も、監視性が高くなっている。
防犯環境設計の導入は、海外に比べて非常に遅れているのが現実だが、防犯環境設計を十分に実践していると考えている関係者も多い。例えば、公園の緑を減らして、「防犯環境設計を実施した」と言ったりしている。しかし、そこには、ゾーニングという発想がない。海外では、子ども向けのエリアには、緑はほとんど置かず、大人向けのエリアには、たくさんの緑を置いている。
日本が抱える問題点を解決しようとして、富山県では、「防犯上の指針」が改定された。